# Perumal Murugan
Perumal Murugan (en tamoul : பெருமாள் முருகன்), né le 15 octobre 1966 près de Tiruchengode (État du Tamil Nadu), est un écrivain indien qui écrit ses œuvres en tamoul. Il a écrit douze romans, six recueils de nouvelles, six anthologies de poésie et de nombreux ouvrages non romanesques.

## Biographie
Perumal Murugan est né dans une famille d'agriculteurs possédant de petites exploitations près de Tiruchengode. Son père, agriculteur, complétait les revenus de la famille en tenant un magasin de sodas dans un cinéma de Tiruchengode.
Murugan a d'abord étudié la littérature tamoule à l'université, à Erode, puis à Coimbatore. Il a ensuite obtenu un master en études tamoules à l'université de Madras, puis un doctorat en 1988.
Après son doctorat, il a longtemps travaillé comme professeur de littérature tamoule au Government Arts College de Namakkal. En 1988, il a commencé à publier des nouvelles dans un magazine tamoul. Son premier roman, Ēṟuveyil (« Chaleur montante »), est paru en 1991.
En 2010, son roman Mātorupākaṉ (« Femme pour moitié ») a été publié. Sa traduction anglaise a déclenché une vive controverse lors de sa publication en 2013.
Face aux protestations, Murugan a annoncé en 2015 qu'il renonçait à l'écriture, déclarant sur sa page Facebook que « Perumal Murugan l'écrivain est mort. » Cependant, il a depuis repris l'écriture et continue d'être une figure influente de la littérature tamoule.
Il a donc dû quitter Namakkal en 2015. Il a d'abord été muté au Presidency College de Chennai, avant d'occuper, le poste de directeur du département de tamoul au Government Arts College d'Attur (district de Salem, Tamil Nadu). De janvier 2020 à septembre 2022, il a été président (principal) du Arignar Anna Government Arts College (Namakkal).
En 2018, il a été élu vice-président du PEN International, l'association internationale d'écrivains.
Son roman de 2013 Pūkkuḻi (dans sa traduction anglaise Pyre) a été présélectionné pour le prix international Booker 2023,.

## Controverse autour du roman «Femme pour moitié»
Le roman Mātorupākaṉ raconte l'histoire d'un couple sans enfant dans le Tamil Nadu rural vers 1946. Kali et Ponna sont mariés depuis de nombreuses années, mais ni la médecine traditionnelle ni les rituels n'ont pu jusqu'à présent exaucer leur désir d'avoir un enfant. Il ne semble plus y avoir qu'une seule issue : à la fin de la fête annuelle du temple dans la ville voisine, toutes les règles sociales sont abolies. Les femmes peuvent alors coucher avec n'importe quel homme dans la rue sans être sanctionnées par la société.
Ce roman a fait grand bruit en Inde après sa publication en 2010. Des groupes hindous radicaux ainsi que des groupes fondés sur les castes ont exigé de plus en plus ouvertement des mesures violentes contre l'auteur, qui, à leurs yeux, avait brisé les barrières morales, répandu des « mensonges » sur les coutumes locales et tenu des propos blasphématoires sur la divinité protectrice de Tiruchengode, Ardhanarishvara (le « seigneur androgyne »). Le 5 juillet 2016, la Haute Cour de Madras a décidé que Perumal Murugan avait le droit d'écrire un tel livre. Elle a rejeté une pétition demandant l'interdiction du roman.

## Œuvres en français
- Le Bûcher, Hauteville, 2020 (பூக்குழி (Pūkkuḻi), 2013), trad. Emmanuelle Ghez  (ISBN 9782378340179)
- Femme pour moitié, Gallimard, 2025 (மாதொருபாகன் (Mātorupākaṉ), 2010), trad. Léticia Ibanez  (ISBN 9782073010926)